# Novi Dvori Klanječki
Novi Dvori Klanječki – wieś w Chorwacji, w żupanii krapińsko-zagorskiej, w mieście Klanjec. W 2011 roku liczyła 241 mieszkańców.